# Denis Arnold
Denis Midgley Arnold est un musicologue britannique né le 15 décembre 1926 à Sheffield et mort le 28 avril 1986 à Budapest.

## Biographie
Il est surtout connu pour son édition du New Oxford Companion to Music (1983, Oxford University Press), qui, sous sa direction éditoriale, s'est étendue à deux volumes.
Lesquels comportent près de sept mille articles.